# Herrenhausen (Wiefelstede)
Herrenhausen ist ein Ortsteil der niedersächsischen Gemeinde Wiefelstede im Landkreis Ammerland.
Der Ort gehörte bis 1972 zur Gemeinde Varel-Land im Landkreis Friesland und wurde im Rahmen der kommunalen Gebietsreform in Niedersachsen  nach Wiefelstede eingemeindet. Im Jahr 2017 zählt Herrenhausen zusammen mit Hullenhausen 100 Einwohner.

## Geografie und Verkehrsanbindung
Die 3 km nordöstlich von Spohle gelegene Bauerschaft hat 92 Einwohner (Stand: 1. Januar 2007). Durch den Ort führt die Wapeldorfer Straße (L 820) zur östlich gelegenen Bundesautobahn 29.

## Geschichte
Zu Anfang des 20. Jahrhunderts wurde das Herrenmoor kultiviert. Durch dieses Moor führte bereits 1848 ein Weg von Spohle nach Bekhausen in der Gemeinde Rastede. Nach dem Ersten Weltkrieg wurde der westliche Abschnitt zur Straße ausgebaut. An der neuen Straße von Spohle nach Wapeldorf entstand ab 1920 die Ortschaft Liethermoor, die 1926 in Herrenhausen umbenannt wurde. 1933 gab es 25 Wohnhäuser mit 147 Einwohnern.